# Ashe of Rings
Ashe of Rings is een roman uit 1926 van de Britse schrijfster Mary Butts. In dit occulte drama beschrijft Butts de psychologische onrust tijdens de Eerste Wereldoorlog. 

## Verhaal
Het verhaal speelt zich af in Londen en op het landgoed van Anthony Ashe in het zuiden van Dorset, waar zich de Bradbury Rings bevinden, een aantal prehistorische concentrische grondwerken met een magische betekenis. De oude Ashe heeft een opvolger nodig en trouwt met Melitta, een jonge vrouw uit een naburige stad. Ze krijgen een dochter, Vanna. Na de dood van haar vader raakt Vanna in onmin met haar moeder en wordt ze onterfd. Vanna verhuist naar Londen en wordt actrice. Daar besluit ze samen met de Russische immigrant Serge, die probeert aan een oproep van het leger te ontkomen, om de Ringen op te eisen. 